# Emmanuel Godo
Emmanuel Godo, né le 5 avril 1965 à Chaumont-en-Vexin (Oise), est un poète, écrivain et essayiste français, spécialiste de Maurice Barrès. Docteur ès lettres ainsi qu'agrégé, il est professeur de littérature en classes préparatoires au lycée Henri-IV de Paris. Il est également enseignant à l'Université catholique de Lille. Critique et auteur d'essais littéraires, il s'est spécialisé dans les rapports entre la littérature et la spiritualité.

## Biographie
Élève en classes préparatoires littéraires au lycée Condorcet, il est diplômé, en 1987, d'une maîtrise en lettres modernes de l'université Paris-Sorbonne Paris IV (Sorbonne Université), et est reçu la même année à l’agrégation de lettres modernes. 
Ses premiers travaux sont consacrés à l'œuvre littéraire de Maurice Barrès. Sa thèse, soutenue en 1995 à l'université Lille-III sous la direction de Marie-Agnès Kirscher, est publiée en 1996 aux Presses universitaires du Septentrion sous le titre La Légende de Venise, Maurice Barrès ou la tentation de l'écriture.
Sur Barrès, Emmanuel Godo publie en 1998 aux éditions Kimé les actes d'un colloque, Ego scriptor, Maurice Barrès et l'écriture de soi qui réunit des études, dont le dernier texte publié de Jean-Marie Domenach. En 2004, il publie, en collaboration avec Jean-Michel Wittmann, une édition commentée des Déracinés de Maurice Barrès aux éditions Honoré Champion. Il dirige également, au sein de l'Université catholique de Lille, une série de colloques de littérature publiés aux éditions Imago (diffusion PUF) : La conversion religieuse en 2000, Littérature, rites et liturgies en 2002 et La Prière de l'écrivain en 2004.
Il se consacre également à la rédaction d'une série d'essais sur de grands écrivains français, tels que Victor Hugo, Paul Claudel, Jean-Paul Sartre, Joris-Karl Huysmans, Gérard de Nerval, Alfred de Musset ou Léon Bloy. Son travail critique se place de son propre aveu dans la lignée de Maurice Blanchot et de Georges Bataille. En 2011, sa rencontre avec le photographe Louis Monier le conduit à écrire un hommage à sa région d'adoption, la Flandre : Flandre, terre d'eau et de ciels.
Il publie, en 2012, son premier ouvrage de fiction, Un prince, dans la collection « Littérature ouverte », aux éditions Desclée de Brouwer. Celui-ci sera suivit en 2018 par un récit d'auto-fiction, Les Trois Vies de l'écrivain Mort-Debout aux éditions des Busclats, puis par un roman publié en 2019 aux éditions du Cerf et intitulé Conversation, avenue de France, entre Michel Houellebecq, écrivain et Évagre le Pontique, moine du désert où l'auteur imagine une rencontre entre ces deux personnages, et enfin par La Bible de ma mère, en 2022 aux éditions de Corlevour.
En juin 2018, il publie chez Gallimard un premier recueil des poésies, Je n'ai jamais voyagé, qui sera suivi en 2020 par Puisque la vie est rouge et en 2023 par Les Égarées de Noël. À partir de 2017, il explore également dans ses essais des thématiques plus personnelles, sous la forme d'une trilogie parue aux éditions Salvator et composée de Ne fuis pas ta tristesse en 2017, de Mais quel visage a ta joie ? en 2019, et de La Mort ? Non, l'amour en 2021.
En 2018, son recueil Je n'ai jamais voyagé figure dans la sélection du prix Mallarmé.
Durant l'été 2019, il publie une série de six articles consacrés à Paul Claudel dans les cahiers Les Essentiels de l'hebdomadaire La Vie publiés sous le nom d'Une Saison avec Claudel. Il devient depuis lors chroniqueur régulier de La Vie.
Depuis septembre 2022, Emmanuel Godo tient également une chronique hebdomadaire au sein du quotidien catholique La Croix. Quelques semaines après l'attaque du Hamas contre Israël survenue le 7 octobre 2023, sa chronique du 25 octobre intitulée « Israël » et consacrée à l'attachement de l'auteur à ce pays provoque des réactions tant élogieuses que critiques au sein de certains milieux catholiques.
En 2023, pour le centenaire de la mort de Maurice Barrès, Emmanuel Godo publie une biographie de cet auteur intitulée Maurice Barrès : le grand inconnu, diversement reçue par la critique : si La Revue des Deux-Mondes fait les louanges d'une « biographie de haute qualité » consacrée à un « intellectuel central en son temps », Le Monde se montre plus critique, qualifiant l'ouvrage de « captivante biographie, fort bien écrite mais très partisane ». L'ouvrage reçoit en octobre 2023 le prix Combourg-Chateaubriand.
Emmanuel Godo est le professeur présenté dans le reportage du 6 juillet 2023 du Figaro à propos du Lycée Henri-IV, où il enseigne notamment en classe préparatoire à l'École des chartes du lycée Henri-IV (CPGE Chartes).
En 2024, son troisième recueil de poèmes intitulé Les Égarées de Noël, toujours publiée dans la collection Blanche des éditions Gallimard, reçoit le prix Paul-Verlaine de l'Académie française.

## Publications

### Récits
- Un prince (préf. Jean-Pierre Lemaire), Desclée de Brouwer, 2012, 87 p. (ISBN 978-2-220-06475-8)[17].
- Les Trois Vies de l'écrivain Mort-Debout, Paris, éditions des Busclats, 2018, 191 p.  (ISBN 978-2-36166-135-9)[18].
- Conversation avenue de France, Paris 13e, entre Michel Houellebecq, écrivain et Évagre le Pontique, moine du désert, Paris, Les Éditions du Cerf, 2019, 140 p.  (ISBN 978-2-204-13243-5)[19].

- La Bible de ma mère, Clichy, Éditions de Corlevour, 2022, 106 p.  (ISBN 978-2-37209-100-8)[20].

### Essais
- La Légende de Venise : Maurice Barrès et la Tentation de l'écriture, Villeneuve-d'Ascq, Presses universitaires du Septentrion, 1995, 297 p.  (ISBN 2-85939-514-8)[2].
- Victor Hugo et Dieu, bibliographie d'une âme, Paris, Les Éditions du Cerf, 2001, 281 p.  (ISBN 2-204-06824-1)[8].
- Une histoire de la conversation, Paris, Presses universitaires de France, 2003, 326 p.  (ISBN 2-204-06824-1)[40],[N 1].
- Paul Claudel, la Vie au risque de la joie, Paris, Les Éditions du Cerf, 2005, 355 p.  (ISBN 2-204-07806-9)[9].
- Sartre en diable, Paris, Les Éditions du Cerf, 2005, 204 p.  (ISBN 2-204-07041-6)[10].
- Huysmans et l'Évangile du réel, Paris, Les Éditions du Cerf, 2007, 325 p.  (ISBN 978-2-204-08240-2)[11].
- Nerval ou la Raison du rêve, Paris, Les Éditions du Cerf, 2008, 190 p.  (ISBN 978-2-204-08610-3)[12].
- Une grâce obstinée, Musset, Paris, Les Éditions du Cerf, 2010, 216 p.  (ISBN 978-2-204-09198-5)[13]
- Flandre, terre d'eau et de ciels, photographies de Louis Monier, Bordeaux, éditions Sud-Ouest, 2011, 83 p.  (ISBN 978-2-8177-0154-7)[16].
- La conversation, une utopie de l'éphémère, Paris, Presses universitaires de France, 2014, 175 p.  (ISBN 978-2-13-062588-9)[41].
- Pourquoi nous battons-nous ? 1914-1918 : Les écrivains face à leur guerre, Paris, Les Éditions du Cerf, 2014, 375 p.  (ISBN 978-2-204-10184-4)[42].
- L'Œuvre d'art contre la société du mépris : réinventer la vie intérieure, Paris, Les Éditions du Cerf, 2015, 282 p. (ISBN 978-2-204-10477-7)[43].
- Léon Bloy, écrivain légendaire, Paris, Les Éditions du Cerf, 2017, 342 p.  (ISBN 978-2-204-12356-3)[14].
- Ne fuis pas ta tristesse, Paris, Salvator, 2017, 187 p.  (ISBN 978-2-7067-1564-8)[24].
- Mais quel visage a ta joie ?, Paris, Salvator, 2019, 189 p.  (ISBN 978-2-7067-1756-7)[25]
- Une saison avec Claudel, Paris, coédition Salvator et La Vie, 2019, 71 p.  (ISBN 978-2-7067-1877-9)[29].
- La mort ? Non, l'amour, Paris, Salvator, 2021, 142 p.  (ISBN 978-2-7067-2041-3)[26].
- Les Passeurs de l'absolu : les grands écrivains et Dieu, Paris, Artège, 2022, 281 p.  (ISBN 979-10-336-1212-4)[44].
- Maurice Barrès : le grand inconnu, 1862-1923, Paris, Tallandier, 2023, 685 p.  (ISBN 979-10-210-4876-8)[34].

### Poésie
- Je n'ai jamais voyagé, Paris, Gallimard, 2018, 156 p.  (ISBN 978-2-07-277199-6)[21].
- Puisque la vie est rouge, Paris, Gallimard, 2020, 152 p. (EAN 9782072865770)[22].
- Les Égarées de Noël, Paris, Gallimard, 2023, 151 p.  (ISBN 978-2-07-296097-0)[23].

### Actes de colloques
- Ego scriptor : Maurice Barrès et l'écriture de soi, publication sous la responsabilité d'Emmanuel Godo des actes du colloque organisé par le Centre de recherches et d'études en littérature de l'Université catholique de Lille les 6 et 7 décembre 1996, Paris, Éditions Kimé, 1997, 200 p.  (ISBN 2-84174-099-4)[3].
- La conversion religieuse, Paris, Imago, 2000, 332 p.  (ISBN 2-911416-36-8)[5].
- Littérature, rites et liturgies, Paris, Imago, 2002, 308 p.  (ISBN 2-911416-68-6)[6].
- La prière de l'écrivain, Paris, Imago, 2004, 238 p.  (ISBN 2-84952-000-4)[7].

### Éditions scientifiques
- Maurice Barrès, Les déracinés, édition établie, présentée et annotée par Jean-Michel Wittmann et Emmanuel Godo, Paris, H. Champion, 2004, 484 p.  (ISBN 2-7453-0941-2)[4].

## Prix et distinctions
- 2023 : Prix Combourg-Chateaubriand décerné par l'Académie Chateaubriand pour son ouvrage Maurice Barrès : le grand inconnu, 1862-1923[37].
- 2024 : Prix Paul-Verlaine décerné par l'Académie française pour son recueil Les Égarées de Noël[45].